# 令和3年台風第6号
令和3年台風第6号(れいわ3ねんたいふうだい6ごう、アジア名：インファ/In-fa)は、2021年7月に発生し、沖縄県に接近した後、中国大陸に上陸した台風である。「インファ」はマカオが用意した名前で、現地の言葉で「花火」を意味する。

## 経路

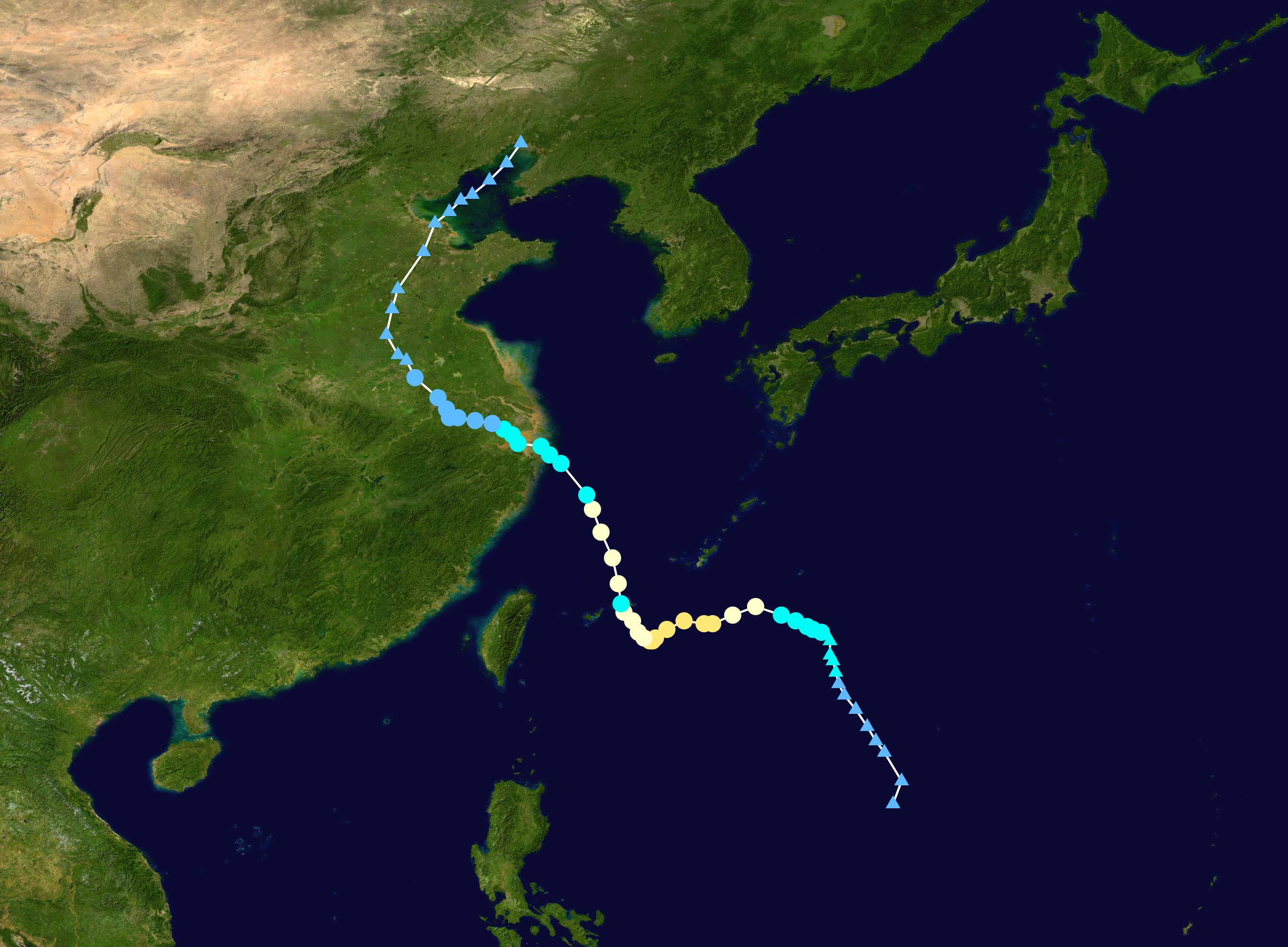
2021年台風6号の進路図

7月16日12時に熱帯低気圧が発生しフィリピン大気気象天文局（PAGASA）によって、フィリピン名ファビアンが命名された。同日21時には合同台風警報センター（JTWC）によって09Wが付番された。その後、熱帯低気圧は7月18日午前9時に台風に発達し、アジア名インファと名付けられた。発達しながらゆっくりとした速さで北西に進み、20日9時には南大東島の南南西約150㎞付近で暴風域を伴い進路を西寄りに変えて進み、20日21時には強い勢力となった。その後も台風は発達しながら沖縄の南をゆっくりとした速さで西寄りに進み、22日3時には宮古島の南東約150㎞で中心気圧955hPa、中心付近の最大風速40m/sで大型となった。台風は22日夜から宮古島の南東海上でしばらく停滞し、次第に進路を北寄りに変え、ゆっくりとした速さで23日から24日にかけて宮古島地方にかなり接近し、宮古島と多良間島の間を通過した。その後、東シナ海に進み沖縄地方から次第に遠ざかった。その後は勢力を下げながら北西方向に20Km/hほどの速度で移動。中国大陸に上陸したあと、長江下流域付近で熱帯低気圧に変わった。

## 気象状況
台風の接近により南西諸島中心に記録的な暴風となり、宮古島では最大風速22.7㎧を記録した。
最大瞬間風速
- 沖縄県下地島：38.6m/s
- 沖縄県石垣島：38.1m/s
- 沖縄県宮古島：37.5m/s
- 沖縄県竹富町：37.4m/s

最高潮位
- 沖縄県石垣市：159cm
- 沖縄県南城市：136cm
- 沖縄県中城湾港：〃
- 沖縄県与那国：134cm

## 被害・影響
沖縄県
HUB沖縄によると、2021年で沖縄に1番被害をもたらした台風である。
沖縄では、台風6号の影響により、宮古島市で最大4700戸余りが停電し、7人が負傷した。また、金武町と石垣市では土砂災害が発生した。さらに、沖縄県竹富町では道路冠水が発生した。
また、7月19日に沖縄県中学校総合体育大会の延期が発表され、20日には那覇空港の発着便が欠航、21日には新型コロナワクチンの集団予防接種も中止となり、沖縄本島中南部の公立の学校も休校となったり、南城市役所の電話回線が不通となったり、名護市ではビルの外壁が落下し、宮古島ではサトウキビの92%になんらかの影響があるなどの大きな影響をもたらしたが、路線バスやモノレールは通常通りであった。
中国
地元当局は学校や市場、企業に休校・休業を命じたほか、10万人余りを避難させた。
中国鄭州市では12人が死亡した。

## 特徴
今回の台風第6号の最大の特徴は夏台風である。

北上する台風6号

夏台風は、太平洋高気圧上で発生するため、迷走することが多く、予報円も大きい。そのため、進路予報に幅が大きい。また、日本や、大陸に接近・上陸予報が出る場合は対策がはっきりしない（津波が来るのか来ないのかなど）。
発生当時の台風第6号の予報円は、幅が大きかったため（予報円の大きさが広い→不確実性）、今後の情報に注意する必要があった。

## 参考資料
- “顕著気象現象速報「（速報）令和3年台風第6号について」”. 気象庁. 2021年9月12日閲覧。